# 好き好き大好き!
『好き好き大好き!』（すきすきだいすき）は、1998年7月31日に13cmより発売されたアダルトゲーム。略称は頭文字を取って「SSD」。キャッチコピーは「ボクハゴムガスキダ」。ブランド初期の代表作の1つである。
1998年11月には、矢森惨太郎の執筆による小説版がKKベストセラーズより発売された。ISBN 4584153531
2014年3月28日にメガストアの付録として収録。システムが改善されている。

## あらすじ
主人公の長瀬 渡は、内気で無口、自閉気味、妄想癖ありの大学生。彼は女子高生・天城 蒲乃菜が通学電車内でからまれているところを救って以来、彼女にのみ想いを寄せ、執着している。
ある日、渡はついに蒲乃菜を拉致し、実家が所有する廃工場の地下室に監禁してしまう。おびえる蒲乃菜に「何もしない。ただ、傍にいて欲しい」と語り、その心を得ようとひたすら優しく接する。その一方、渡は秘密を守り通すために周囲の女性達と良好な関係を保とうとし、かえって抜き差しならない事態へ陥ってゆく。

### エンディング
ED-01から10までと、クリア後に見られるifシナリオのED-11がある。誘拐、監禁という罪を犯した主人公に報いを受けさせる意図からか、ED-11を除いたいずれのエンディングも陰鬱かつ凄惨な結末となっている。軽度なものでは主人公の逮捕にとどまっているが、登場人物が死亡するエンディングも存在する。また、主人公・ヒロイン・サブヒロインが正気を失ったまま狂気の中で生き続けるという、鬱ゲーならではのエンディングも存在する。
「ガスマスクに繋がったゴムホースを女性器に突っ込み、股の臭いを嗅ぎながらアナルセックスをする」などの非常にマニアックな描写や、バラバラ死体との性行為など当時でも現在でも類のないほど極めて異常な描写、「メッタ刺しにされ血まみれの主人公の死体を、『あなたは私が守ってあげる』とつぶやき薄ら笑いを浮かべながら抱く女性キャラ」など、ヤンデレにも通ずる描写もある。
ED-01「蒲乃菜、ラバーフェチに」
蒲乃菜が渡の性的嗜好を受け入れ、そろってラバーな同棲生活を送るが、食料を買い出しに出た渡は通報され、逮捕。残された蒲乃菜は、ひとり地下室で渡の帰りを待ち続ける。
ED-02 「蒲乃菜、帰宅」
渡がラバーフェチを捨て、純愛関係となる。蒲乃菜は家出していたと偽って帰宅するが、経緯を綴った手帳を見た蒲乃菜の母が通報し、渡は逮捕される。
ED-03 「蒲乃菜死亡」
嫉妬に駆られたみるくが蒲乃菜を殺害し、渡は正気を失い入院するが、蒲乃菜の幻と暮らし続ける。
ED-04 「みるく死亡」
みるくが歩道橋の上で渡と性交したあげく転落死し、渡は妄想に逃避したままとなる。
ED-05 「渡、事故死」
蒲乃菜をレイプしてしまった渡が、地下室の階段で転落死し、蒲乃菜はひとりで衰弱死。
ED-06 「みるくに殺される」
嫉妬に駆られたみるくが渡を殺害し、蒲乃菜を地下室に閉じ込めたまま失跡する。
ED-07 「渡・瑠香・莉果死亡」
渡にレイプされた瑠香が投身自殺し、妄想に逃避していた渡は莉果に誘惑された後、突き落とされる。正気を失っていた莉果もその上に飛び降りる。
ED-08 「みるくに監禁される」
みるくの誘いに乗った渡が、その後正気を失ったみるくの部屋に監禁される。
ED-09 「みるくを飼う」
蒲乃菜をそっとしておき過ぎて衰弱死させてしまった渡を慰めるため、みるくが身代わりに志願する。
ED-10 「蒲乃菜とみるくを飼う」
関係を続けたあげく、蒲乃菜の事を告白した渡に、自分も飼って欲しいとみるくが要求し、凄絶な共同生活が始まる。
ED-11 「あの時をもう一度」
渡が蒲乃菜を助けた時の ifシナリオ。ふたり揃って難を逃れ、そのまま純愛関係になる。

## キャラクター
長瀬 渡
主人公で大学生。内向的で思い込みが激しい性格。幼少時にラバースーツで踊る女たちを見たことがきっかけで、ラバーフェチとなる。拘束された女性に対する性的衝動が強い。偶然電車内で出会った蒲乃菜に想いを寄せるあまり、監禁する。
一人称は「ボク」。
みるくシナリオではレザーフェチの一面も見せる。
天城 蒲乃菜（あまぎ ほのな）
声：櫻レオナ
メインヒロインで高校生。手芸部の部長で、両親と弟の4人家族。ごく普通の生活を送っていたが、ある日突然主人公に誘拐され、全身をラバースーツで覆われた状態で地下室に監禁されてしまう。
なお、蒲乃菜の顔は特定のエンディング以外では最後まで見ることができない。
木更津 みるく（きさらづ みるく）
声：田中美智
渡の大学の後輩。ツインテールの髪型に大ぶりの丸いメガネをかけ、派手なロリータファッションに身を固めている。騒がしく、思い込みが激しい性格。渡に執着している。兄がおり、その兄に近親相姦的愛欲を抱いており、渡をその兄に重ね合わせている。
藤堂 莉果（とうどう りか）
声：佐伯ゆりこ
渡の幼馴染で、瑠香のいとこ。ウェーブのかかったセミロングで、おっとりした感じの少女。渡のことは好きで、好意的に接するが、瑠香との仲も浅くない。
天童 瑠香（てんどう るか）
声：佐々木あかり
渡の幼馴染だが、仲は悪かった。ショートカットで性格、表情ともにきつめの少女。同性愛的傾向があり、いとこである莉果に執着している。莉果が渡と一緒にいるところを目撃してしまい、憎しみを抱く。
須玉 ゆかり（すだま ゆかり）
声：南菜実
大学院生で心理学専攻。工場二階の塾で講師をしていたため、渡のことを知っていた。

## スタッフ
- プロデュース - UYE!
- 原画・キャラクターデザイン - あんみつ草
- シナリオ - TAMAMI、T3ファージ
- BGM - すたぢおM♪

## 開発
タイトルは戸川純の同名の歌、もしくはロナルド・D・レインの「好き?好き?大好き?」（「Do you love me?」）から。

### 音楽
アコースティックギター単独生演奏のBGMが雰囲気形成に大きく寄与しているが、演奏しているのは社内スタッフらしい。

### シナリオ
本作のシナリオはTAMAMI（女性ライター）が担当した。
元々のシナリオは「とある女性心理カウンセラーに一目惚れした主人公が妄想癖を装ってカウンセリングに訪れ、『女子小学生との性交』に関する妄想の作り話を語っていく。しかし、作り話のはずの『少女との性交』が立て続けに現実化していき、現実と虚構の区別がつかなくなった主人公の精神は崩壊に向かっていく」というCRAFTWORKの『さよならを教えて』に近いストーリーであり、蒲乃菜は「自分を醜いと思って引きこもる少女」、みるくは「秘密クラブの少女」という設定だった。しかし、当時児童買春、児童ポルノに係る行為等の処罰及び児童の保護等に関する法律（児童ポルノ禁止法）の制定が議論され、規制対象に絵画表現が含まれれば即時に発売禁止となる恐れがあった。そこで、開発途中でシナリオを全面的に入れ替えて発売された。そのため、グラフィックに合わせるために設定が変更されているシーンがある。例えば、瑠香と莉果のシナリオでは背景に教室と校庭が描かれているが、工場は小学校の隣にあり、2階は元学習塾と説明されている。その他、蒲乃菜が監禁される地下室は、渡の自宅から所有する廃工場へ変更されている（作品紹介では自宅のまま）。
また、メインキャラクターだった天使のメイド少女「めるん」は登場せず、『フロレアール 〜すきすきだいすき〜』にイメージが引き継がれ、ヒロインとして登場している。
なお、『フロレアール』発売後に公式サイトの掲示板では「元のシナリオで『好き好き大好き!』が発売されたら買う?」というアンケートが行なわれた。ユーザーからは「買う」という声が多数寄せられたが、発売には至っていない。
本作のプロデュースを務めたUYE!は、Galge.comとのインタビューの中で、本作を印象に残った作品の一つに挙げており、「まじめな恋愛を描いたつもりなのに、世の中では変な評価を受けてしまった」と述べている。
本作では監禁しない結末も存在するが、UYE!はこれらの展開について「そもそも物語に入っているものではないので、ある意味バッドエンド」としている。